# Tierra de cinco minutos
Arte ilustrado por Betshy X0.

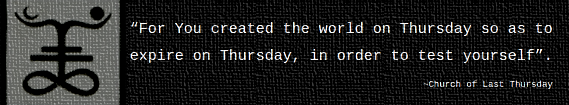
"Pues Tú creaste el mundo el jueves para expirar el jueves, con el propósito de ponerte a prueba a ti mismo". El misterio de la tierra de cinco minutos comenzó con la página de la "Iglesia del Jueves Pasado" (Church of Last Thursday).Arte ilustrado por Betshy X0.

La Tierra de cinco minutos es el nombre de un argumento escéptico propuesto por Bertrand Russell. El mismo sugiere que no se puede tener la certeza de que el mundo no comenzó a existir hace cinco minutos. Es posible que hubiera aparecido hace poco tal y como está, incluyendo recuerdos falsos de todo el mundo. Podemos decir cosas como "este árbol tiene doce años porque tiene doce anillos en el tronco", pero no podemos estar verdaderamente seguros de ello.

No hay ninguna imposibilidad lógica en la idea de que el mundo haya aparecido hace cinco minutos, exactamente como está y con una población que "recuerde" un pasado completamente irreal. No hay ninguna conexión lógica necesaria entre sucesos y tiempos diferentes; así que nada de lo que pase ahora o pueda pasar en el futuro puede invalidar la idea de que el universo haya sido creado hace cinco minutos.

El mismo tipo de argumentación, pero con intenciones opuestas, puede encontrarse en el libro Omphalos de Philip Henry Gosse, publicado en 1857. De acuerdo con la «hipótesis Omphalos» Dios creó el mundo, pero las cosas producidas sobrenaturalmente por él presentan los rasgos derivados de una historia anterior ficticia; por ejemplo, Dios creó a Adán con ombligo, como si hubiera nacido normalmente, y a los árboles con anillos de crecimiento.
Jorge Luis Borges, en su cuento de 1940 titulado Tlön, Uqbar, Orbis Tertius, presenta un mundo ficticio en el que algunas personas siguen una filosofía muy parecida a la de la discusión de Russell, como una creencia religiosa.

Una de las escuelas de Tlön llega a negar el tiempo: razona que el presente es indefinido, que el futuro no tiene realidad sino como esperanza presente, que el pasado no tiene realidad sino como recuerdo presente.

Borges también estaba familiarizado con las ideas de Gosse, del cual escribió un ensayo titulado La creación y P. H. Gosse. Borges aduce que esta argumentación fue impopular porque inadvertidamente puso de manifiesto los absurdos de la historia del Génesis.